# Тони Парсънс
Тони Парсънс (на английски: Tony Parsons) е английски журналист и писател на бестселъри в жанра съвременен роман. Нарича своя стил „менлит“, като противоположност на „чиклит“.

## Биография и творчество
Тони Парсънс е роден на 6 ноември 1953 г. в Ромфорд, Есекс (сега Голям Лондон), в чиновническото семейство на Виктор Уилям Робърт и Ема Парсънс. От 5-годишен израства в Билирики, Есекс. На 16 години напуска гимназията и започва да работи на поредица от нископлатени места. След това получава работа като компютърен оператор в застрахователна компания, което му позволява в свободното си време да развива литературни умения като публикува в неофициално издание наречено „Скандален лист“.
През 1972 г. започва работа в дестилерията за джин „Гордън“ в Ислингтън, развивайки остра алергия от джина.
Тони Парсънс още на 17 години е написал първия си роман. През 1976 г. издава романа „The Kids“. Хонорарът от него му позволява да напусне дестилерията и да следва писателската си кариера. През периода от лятото на 1976 г. до 1979 г. започва да работи за NME (New Musical Express) като музикален журналист.
През 1979 г. се жени за колежката си, писателката Джули Бърчил. Имат син Робърт. Развеждат се през 1985 г., а той се грижи за 4-годишния си син. В следващите години работи за „Arena“ през 1986 – 1996 г., „Daily Telegraph ” през 1990 – 1996 г. и „Mirror“ през 1996 г.
След първия си роман Тони Парсънс издава още няколко романа без особен успех, и изкарва прехраната си като писател на свободна практика. Успехът му идва през 1990 г. с романизираната биография на певеца Джордж Майкъл, с когото си поделят поравно хонорара от нея. В периода 1992 – 1996 г. участва в различни телевизионни програми на „Канал 4“.
През 1992 г. се жени повторно за японката Юрико Ивасе, преводачка. Двамата имат една дъщеря – Жасмин.
Големият успех на писателя идва през 1999 г. с романа „Мъжът, момчето“ от поредицата „Хари Силвър“. Романът веднага става бестселър, преведен е на над 40 езика, и има милиони продадени екземпляра по света. През 2001 г. той печели наградата за британска книга на годината, а през 2002 г. е екранизиран в едноименния успешен филм с участието на Йоан Гръфуд, Нийл Конрик, Доминик Хоуел и Наташа Литъл.
В следващите години Тони Парсънс се посвещава на писателската си кариера. През 2007 г. започва да пише като колумнист за „Дейли Мирър“, а от септември 2013 г. за „Сън“.
Тони Парсънс живее със семейството си в Лондон.

## Произведения

### Самостоятелни романи
- The Kids (1976)
- Platinum Logic (1981)
- Limelight Blues (1983)
- Winners and Losers (1988)
- Любовта не повтаря, One for My Baby (2001)
- Светът е пълен с чудеса, The Family Way (2004)
- Краят на нощта, Stories We Could Tell (2005)
- My Favourite Wife (2008)
- Starting Over (2009)
- Catching the Sun (2012)

### Серия „Хари Силвър“ (Harry Silver)
1. Мъжът, момчето, Man and Boy (1999)
2. Мъжът, жената, Man and Wife (2002)
3. Men from Boys (2010)

### Серия „Макс Улф“ (Max Wolfe)
- The Murder Bag (2014)
- The Murder Man (2014)

### Участие в общи серии с други писатели

#### Серия „Бързи прочитания 2012“ (Quick Reads 2012)
- Beyond the Bounty (2012)

от серията има още 5 романа от различни автори

### Сборници
- Departures: Seven Stories from Heathrow (2011)

### Документалистика
- The Boy Looked at Johnny: The Obituary of Rock and Roll (1978) – с Джули Бърчил
- George Michael (1990) – с Джордж Майкъл
- Big Mouth Strikes Again (1999)
- On Life, Death and Breakfast (2010)

### Филмография
- 2002 Man and Boy